# Cain Velasquez
Cain Velasquez (n. 28 iulie 1982, Salinas, California, SUA) este un wrestler și fost luptător profesionist de arte marțiale mixte (MMA) american. Este fost campion UFC la categoria grea de două ori, cu victorii împotriva lui Brock Lesnar și Junior dos Santos. În prezent are apariții în Lucha Libre AAA Worldwide (AAA).
În 2019, Velasquez s-a retras din artele marțiale mixte. În același an, Velasquez a început o carieră de wrestling, lucrând mai întâi pentru promoția mexicană Lucha Libre AAA, înainte de a semna cu promoția americană WWE. În aprilie 2020, a fost eliberat din contractul său cu WWE din cauza reducerilor bugetare rezultate din pandemia COVID-19.
În martie 2022, a fost acuzat de tentativă de omor și acuzații suplimentare de atac cu armă, după ce s-a implicat într-o urmărire cu mașina și ar fi împușcat într-un bărbat despre care se presupunea că ar fi molestat una dintre fiicele de 4 ani ale lui Velasquez. 

## Rezultate în arte marțiale mixte
| Rezultate profesioniste |             |              |
| 17 meciuri              | 14 victorii | 3 înfrângeri |
| Prin knockout           | 12          | 2            |
| Prin predare            | 0           | 1            |
| La puncte               | 2           | 0            |

| Rezultat   | La general | Adversar                 | Metodă                        | Eveniment                            | Data              | Runda | Timp | Locația                                | Note                                                         |
| ---------- | ---------- | ------------------------ | ----------------------------- | ------------------------------------ | ----------------- | ----- | ---- | -------------------------------------- | ------------------------------------------------------------ |
| Înfrângere | 14–3       | Francis Ngannou          | TKO (accidentare la picior)   | UFC on ESPN: Ngannou vs. Velasquez   | 17 februarie 2019 | 1     | 0:26 | Phoenix, Arizona, Statele Unite        |                                                              |
| Victorie   | 14–2       | Travis Browne            | TKO (punches)                 | UFC 200                              | 9 iulie 2016      | 1     | 4:57 | Las Vegas, Nevada, Statele Unite       | Performance of the Night.                                    |
| Înfrângere | 13–2       | Fabrício Werdum          | Submission (guillotine choke) | UFC 188                              | 13 iunie 2015     | 3     | 2:13 | Mexico City, Mexic                     | Pierde UFC Heavyweight Championship.                         |
| Victorie   | 13–1       | Junior dos Santos        | TKO (slam and punch)          | UFC 166                              | 19 octombrie 2013 | 5     | 3:09 | Houston, Texas, Statele Unite          | Apără UFC Heavyweight Championship.                          |
| Victorie   | 12–1       | Antônio Silva            | TKO (punches)                 | UFC 160                              | 25 mai 2013       | 1     | 1:21 | Las Vegas, Nevada, Statele Unite       | Apără UFC Heavyweight Championship.                          |
| Victorie   | 11–1       | Junior dos Santos        | Decision (unanimous)          | UFC 155                              | 29 decembrie 2012 | 5     | 5:00 | Las Vegas, Nevada, Statele Unite       | Câștigă UFC Heavyweight Championship.                        |
| Victorie   | 10–1       | Antônio Silva            | TKO (punches)                 | UFC 146                              | 26 mai 2012       | 1     | 3:36 | Las Vegas, Nevada, Statele Unite       |                                                              |
| Înfrângere | 9–1        | Junior dos Santos        | KO (punches)                  | UFC on Fox: Velasquez vs. Dos Santos | 12 noiembrie 2011 | 1     | 1:04 | Anaheim, California, Statele Unite     | Pierde UFC Heavyweight Championship.                         |
| Victorie   | 9–0        | Brock Lesnar             | TKO (punches)                 | UFC 121                              | 23 octombrie 2010 | 1     | 4:12 | Anaheim, California, Statele Unite     | Câștigă UFC Heavyweight Championship. Knockout of the Night. |
| Victorie   | 8–0        | Antônio Rodrigo Nogueira | KO (punches)                  | UFC 110                              | 21 februarie 2010 | 1     | 2:20 | Sydney, Australia                      | Knockout of the Night.                                       |
| Victorie   | 7–0        | Ben Rothwell             | TKO (punches)                 | UFC 104                              | 24 octombrie 2009 | 2     | 0:58 | Los Angeles, California, Statele Unite |                                                              |
| Victorie   | 6–0        | Cheick Kongo             | Decision (unanimous)          | UFC 99                               | 13 iunie 2009     | 3     | 5:00 | Köln, Germania                         |                                                              |
| Victorie   | 5–0        | Denis Stojnić            | TKO (punches)                 | UFC Fight Night: Lauzon vs. Stephens | 7 februarie 2009  | 2     | 2:34 | Tampa, Florida, Statele Unite          | Knockout of the Night.                                       |
| Victorie   | 4–0        | Jake O'Brien             | TKO (punches)                 | UFC Fight Night: Silva vs Irvin      | 19 iulie 2008     | 1     | 2:02 | Las Vegas, Nevada, Statele Unite       |                                                              |
| Victorie   | 3–0        | Brad Morris              | TKO (punches)                 | UFC 83                               | 19 aprilie 2008   | 1     | 2:10 | Montreal, Quebec, Canada               |                                                              |
| Victorie   | 2–0        | Jeremiah Constant        | TKO (punches)                 | BodogFight: St. Petersburg           | 16 decembrie 2006 | 1     | 4:00 | St. Petersburg, Rusia                  |                                                              |
| Victorie   | 1–0        | Jesse Fujarczyk          | TKO (punches)                 | Strikeforce: Tank vs. Buentello      | 7 octombrie 2006  | 1     | 1:58 | Fresno, California, Statele Unite      |                                                              |

## Filmografie
- Kickboxer: Răzbunarea (2016) - King's Fighter